# مايا سافيتش
مايا سافيتش (14 أغسطس 1993 في صربيا - ) هي لاعبة كرة طائرة صربيا في مركز وسط ‏. لعبت مع Muszynianka Muszyna ‏.

## وصلات خارجية
- مايا سافيتش على موقع الاتحاد الأوروبي (الإنجليزية)
- مايا سافيتش على موقع اللجنة الأولمبية الصربية (الصربية)